# Harttia kronei
Harttia kronei är en fiskart som beskrevs av Miranda Ribeiro, 1908. Harttia kronei ingår i släktet Harttia och familjen Loricariidae. Inga underarter finns listade i Catalogue of Life.